# Liste der Monuments historiques in Steenwerck
Die Liste der Monuments historiques in Steenwerck führt die Monuments historiques in der französischen Gemeinde Steenwerck auf.

## Liste der Bauwerke
| Bezeichnung | Beschreibung | Standort                 | Kennzeichnung | Schutzstatus | Datum | Bild           |
| ----------- | ------------ | ------------------------ | ------------- | ------------ | ----- | -------------- |
| Haus        | Erbaut 1890  | 12, rue de Nieppe (Lage) | PA00107832    | Inscrit      | 1980  | weitere Bilder |

## Liste der Objekte
| Bezeichnung        | Beschreibung               | Standort                              | Kennzeichnung | Schutzstatus | Datum | Bild |
| ------------------ | -------------------------- | ------------------------------------- | ------------- | ------------ | ----- | ---- |
| Taufbecken         | Stein, 1567                | in der Kirche St-Jean-Baptiste (Lage) | PM59003991    | Inscrit      | 1979  |      |
| Kapitell und Säule | Sandstein, 16. Jahrhundert | in der Kirche St-Jean-Baptiste (Lage) | PM59003992    | Inscrit      | 1979  |      |